# أوفه أندرسن (لاعب كرة قدم)
أوفه أندرسن (بالدنماركية: Ove Andersen)‏ هو لاعب كرة قدم دنماركي في مركز مهاجم ‏، ولد في 30 يونيو 1937 في كوبنهاغن في مملكة الدنمارك. شارك مع منتخب الدنمارك لكرة القدم. أما مع النوادي، فقد لعب مع Brønshøj Boldklub ‏.

## وصلات خارجية
- أوفه أندرسن (لاعب كرة قدم) على موقع قاعدة بيانات كرة القدم.إي يو (الإنجليزية)
- أوفه أندرسن (لاعب كرة قدم) على موقع ناشيونال فوتبول تيمز (الإنجليزية)